# Guilherme Fontainha
Guilherme Fontainha (Juiz de Fora, 25 de junho de 1887 — Rio de Janeiro, 1970) foi um pianista, musicólogo e professor brasileiro.
Estudou piano na Europa com Vianna da Motta, Ferdinand Motte Lacroix e outros mestres célebres, e lá deu muitos concertos, com grande sucesso. Em 1916 foi contratado para assumir a direção artística do Instituto de Belas Artes de Porto Alegre. No Instituto foi reconhecido como grande professor e administrador, sendo também um dos responsáveis pela criação de conservatórios de música em várias cidades do interior do Rio Grande do Sul. 
Em 1931, já no Rio de Janeiro, foi indicado diretor do Instituto Nacional de Música, onde lançou em 1934 a primeira revista de musicologia do país, a Revista Brasileira de Música, além de reformar o Instituto a fim de integrá-lo ao sistema universitário, logrando-o em 1937, quando foi absorvido pela Universidade do Brasil. 
Nesse período, participou da Ação Integralista Brasileira, onde chegou à Câmara dos 40, um dos órgãos mais altos da estrutura do movimento.
Ao longo das décadas de 30 a 50 firmou sua presença no cenário nacional como pedagogo e pianista. 
Foi ainda um dos organizadores da representação musical brasileira na Feira Mundial de New York, que aconteceria de 1939 a 1949
Escreveu o livro didático O Ensino do Piano, além de muitos artigos de musicologia. Alguns de seus alunos mais notáveis foram Eudóxia de Barros, Sandino Hohagen, Laís de Souza Brasil, Ricardo Tacuchian, Ingrid Müller Seraphim, Luci Salles e Radamés Gnattali, e foi o avô do também pianista Guilherme Vergueiro.